# Meshack Franklin
Meshack Franklin (ur. 1772, zm. 18 grudnia 1839) – polityk amerykański związany z Partią Republikańską.
W latach 1807–1815 przez cztery kolejne kadencje Kongresu Stanów Zjednoczonych był przedstawicielem stanu Karolina Północna w Izbie Reprezentantów Stanów Zjednoczonych.
Jego brat, Jesse Franklin, reprezentował stan Karolina Północna w Izbie Reprezentantów Stanów Zjednoczonych oraz w Senacie Stanów Zjednoczonych, a także był gubernatorem tego stanu.